# 大内区

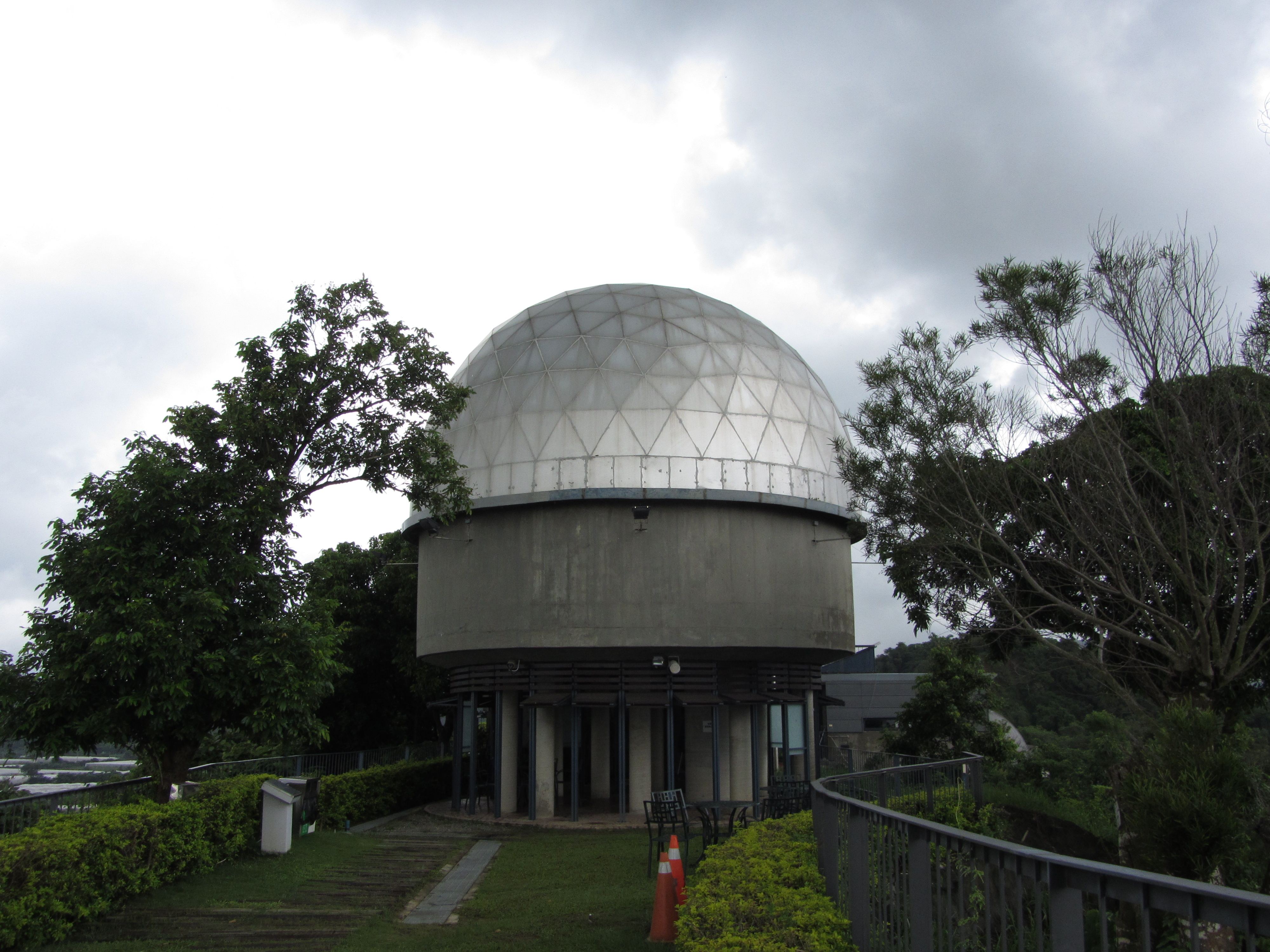
南瀛天文教育園区の望遠鏡ドーム

大内区（ダーネイ/だいない/おおうち-く）は台南市の市轄区。

## 地理
大内区は台南市中央部に位置し、北は官田区、六甲区と、東は玉井区、楠西区と、西は善化区と、南は山上区とそれぞれ接している。嘉南平原と中央山脈の境界に位置し、全面積の70%が低海抜の山岳地帯となっている。

## 歴史
大内は古来平埔族大武壠社(Tevorangh)の活動地域であった。16世紀中期には西拉雅族目加溜湾社(Backoloan)の支社は曽文渓沿いにこの地に進出している。
清代の康熙年間、福建省漳州の楊氏兄弟がこの地に入植した。山地の内側に位置したことから「内庄」と呼ばれるようになったとも、楊氏兄弟の兄の名が楊内であったことから「内庄」と称されるようになったとも伝えられている。日本統治時代の1920年、日本風に「大内庄」と改称され台南州曽文郡の管轄となった。台湾の中華民国への編入後は台南県大内郷に改編、2010年12月25日に台南県が台南市に編入されたことに伴って大内区となり、現在に至る。

## 行政区
| 里                                                                             |
| ------------------------------------------------------------------------------ |
| 環湖里、頭社里、曲渓里、二渓里、石湖里、石城里、石林里、内郭里、内江里、大内里 |

## 歴代区長
| 代 | 氏名 | 退任日 |
| -- | ---- | ------ |

## 教育

### 国民中学
- 台南市立大内国民中学

### 国民小学
- 台南市大内区大内国民小学
- 台南市大内区大内国民小学鳴頭分校
- 台南市大内区頭社国民小学
- 台南市大内区二渓国民小学

## 交通
| 種別 | 路線名称 | その他                    |
| ---- | -------- | ------------------------- |
| 省道 | 台84線   | 東西向快速道路 北門玉井線 |

## 観光

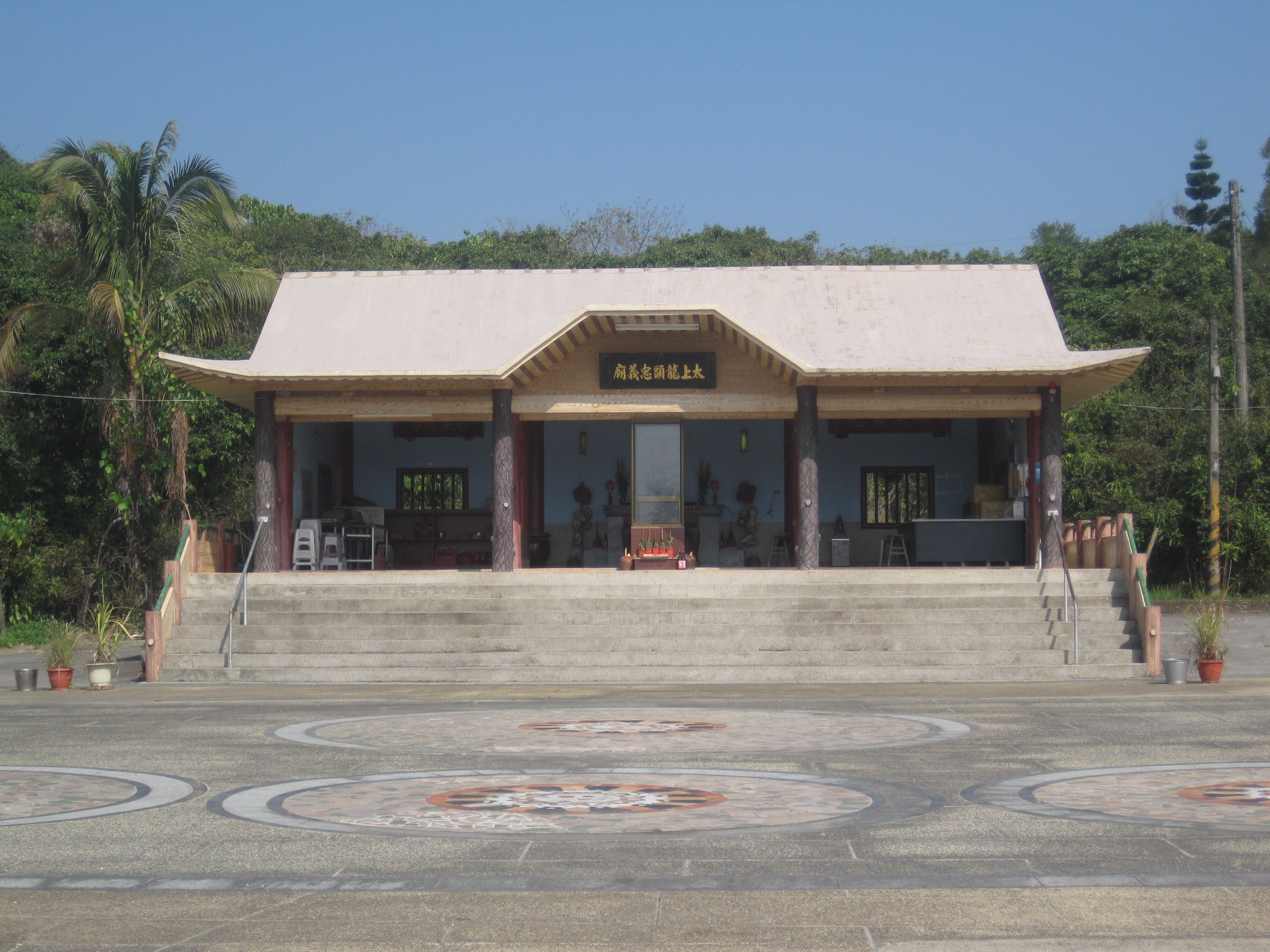
頭社公廨（太上竜頭忠義廟）

- 頭社公廨（中国語版）
- 走馬瀬農場（英語版）
- 南湾田農場
- 頭社平埔族夜祭
- 南瀛天文教育園区（中国語版）